# Chinese Artist Association of Hong Kong
Chinese Artist Association of Hong Kong is een non-profitorganisatie van Kantonese operagezelschappen en artiesten in Hongkong. Het werd opgericht in 1953. Sun Ma Si Tsang was de eerste voorzitter. Hij werd opgevolgd door Kwan Tak Hing. Elizabeth Wang Ming-Chun was de eerste vrouwelijke voorzitter.

## Lijst van voorzitters
- (1953): San Ma-si-tsang (新馬師曾)
- (1955)： Kwan Tak-Hing (關德興)
- (1961)： Ho Fei-Faan (何非凡)
- (1964)： Mak Bing-Wing (麥炳榮)
- (1965-1970)： Leung Sing-Bor (梁醒波)
- (1992-1996)： Elizabeth Wang Ming-Chun (汪明荃）
- (1997-2007)： Chan Kim-Sing (陳劍聲)
- (2007-heden)： Elizabeth Wang Ming-Chun (汪明荃）